# ASEAN
De ASEAN (Association of Southeast Asian Nations, Associatie van Zuidoost-Aziatische Naties) is een organisatie van tien landen in Zuidoost-Azië. Doel is het bevorderen van economische, culturele en politieke samenwerking.

## Achtergrond
De oprichting van de ASEAN in 1967 kadert in de ontmanteling van de Westerse koloniale rijken in Zuidoost-Azië na de Tweede Wereldoorlog. Van de oprichtende lidstaten was alleen Thailand nooit rechtstreeks gekoloniseerd, maar ook  van dat land was de bewegingsruimte beperkt gebleven door ongelijke verdragen met, en politieke druk door, Frankrijk en het Verenigd Koninkrijk. Eerdere pogingen tot formele multilaterale samenwerkingsverbanden waren:
- Het Pact van Manila ("Zuidoost-Aziatisch Collectief Defensieverdrag") was een defensieve militaire alliantie tegen de uitbreiding van het communisme; dit pact gaf aanleiding tot de oprichting van de Zuidoost-Aziatische Verdragsorganisatie, waarvan de naam herinnerde aan die van de Noord-Atlantische Verdragsorganisatie maar die veel minder reële militaire slagkracht bevatte.
- De Aziatisch-Afrikaanse Bandungconferentie, geopend op 18 april 1955, benadrukte de neutraliteit van de deelnemende landen in de Koude Oorlog. Ze werd gevolgd door de conferentie van Belgrado der Niet-Gebonden Landen in 1961.
- De Maleise prins en eerste minister Tunku Abdul Rahman verenigde in 1959 slechts twee andere staten (Thailand en de Filipijnen) onder het South East Asia Friendship and Economic Treaty; niet-gebonden landen vreesden dat het samenwerkingsverband te sterk zou aanleunen bij de pro-Westerse koers van de oprichters.
- In juni 1961 tekenden dezelfde 3 landen de Association of Southeast Asia, een losse groepering zonder beleidsverbintenissen die de onafhankelijkheid van haar leden in gevaar kon brengen. De samenwerking werd doorkruist door onenigheid tussen Maleisië en de Filipijnen over de bestemming van de voormalige Britse territoria in het noorden van het eiland Borneo.
- Op 31 juli 1963 tekenden Maleisië, de Filipijnen en Indonesië in Manilla de MAPHILINDO-overeenkomst met als hoofddoel de zelfbeschikking van het volk van Noord-Borneo onder toezicht van de Verenigde Naties. Het resultaat van de VN-bemiddeling, de toevoeging van dit gebied aan Maleisië, gaf echter aanleiding tot een reeks militaire conflicten met Indonesië die bekend geworden zijn onder de naam Konfrontasi. Pas nadat in augustus 1966 een vredesverdrag was getekend, werd ASEAN mogelijk.

## Oprichting
De ASEAN werd op 8 augustus 1967 opgericht door de Filipijnen, Indonesië, Maleisië, Singapore en Thailand met de Bangkokverklaring (Bangkok Declaration of officieel The Asean Declaration). De voornaamste aanleiding tot de oprichting was de angst voor de toenemende invloed van het communisme in dit deel van de wereld. Verder stelde de organisatie zich vooral economische groei ten doel, evenals maatschappelijke en culturele vooruitgang. In de tijd hierna ontwikkelde de ASEAN zich tot de effectiefste internationale organisatie in heel Azië, waarvan de lidstaten elkaar onderling steeds meer gingen steunen in reactie op het opkomende communisme.
Op 7 januari 1984 werd het pas onafhankelijke Brunei lid. Hiermee kwam een einde aan zowel de Britse koloniale aanwezigheid in Zuidoost-Azië als de spanningen tussen Maleisië en Indonesië, die beiden aanspraak hadden gemaakt op het gebied.

## Indochina
De volgende voor de hand liggende kandidaten voor de uitbreiding van ASEAN waren de landen van Indochina: Birma (het huidige Myanmar), Cambodja, Laos en Vietnam. Daarvoor zou echter eerst vrede moeten ontstaan tussen die landen onderling, en een normalisering van de politieke situatie in Birma.
Tijdens de Cambodjaans-Vietnamese Oorlog van 1978-1992, waarbij het regime van Pol Pot werd verdreven naar buurland Thailand, koos men binnen de ASEAN de zijde van Pol Pot. Na het herstel van het democratische koninkrijk Cambodja in mei 1993 konden de betrekkingen met de zogenaamde CLMV (Cambodja, Laos, Myanmar, Vietnam) genormaliseerd worden en in juli 1995 trad Vietnam toe als 7de lid van ASEAN. De drie anderen zouden normaal in december 1997 volgen, maar uiteindelijk werden het er slechts 2; de toetreding van Cambodja werd nog 2 jaar vertraagd door de machtsgreep van de communistische co-premier Hun Sen.

## Economische verbreding
De landen telden in 2002 samen 500 miljoen inwoners. Het bruto binnenlands product bedroeg 700 miljard dollar; en de groei lag boven de 4 procent. In 2016 is de ASEAN met haar 625 miljoen inwoners groter dan de Europese Unie (EU).
Op 6 oktober 2003 begon een tweedaagse topconferentie op het eiland Bali. Op 7 oktober 2003 werd het Verdrag van Bali getekend, een overeenkomst die voorziet in een economische gemeenschap die uiterlijk in 2020 een feit moet zijn.
In 2007 zijn in het ASEAN-handvest (ASEAN Charter) allerlei extra zaken over het samenwerkingsverband vastgelegd, waaronder de doelen, de oprichting van een mensenrechtenorganisatie, de poging om een positie te krijgen binnen de Verenigde Naties, toename van het aantal topconferenties naar twee per jaar, en het gebruik van de ASEAN-vlag, het volkslied en de jaarlijkse ASEAN-dag op 8 augustus (de oprichtingsdatum).

## Leden
| Staat        | Hoofdstad           | Lid sinds       | Oppervlakte (km2) |
| ------------ | ------------------- | --------------- | ----------------- |
| Brunei       | Bandar Seri Begawan | 7 januari 1984  | 5.765             |
| Cambodja     | Phnom Penh          | 30 april 1999   | 181.035           |
| Filipijnen   | Manilla             | 8 augustus 1967 | 300.000           |
| Indonesië    | Jakarta             | 8 augustus 1967 | 1.860.360         |
| Laos         | Vientiane           | 23 juni 1997    | 236.800           |
| Maleisië     | Kuala Lumpur        | 8 augustus 1967 | 330.252           |
| Myanmar      | Naypyidaw           | 23 juli 1997    | 676.577           |
| Singapore    | Singapore           | 8 augustus 1967 | 710               |
| Thailand     | Bangkok             | 8 augustus 1967 | 513.120           |
| Vietnam      | Hanoi               | 28 juli 1995    | 331.051           |
| ASEAN totaal | ASEAN totaal        | ASEAN totaal    | 4.435.670         |

In de onderstaande tabel staan een aantal belangrijke gegevens met betrekking tot de huidige lidstaten van de ASEAN. Opvallend zijn de grote verschillen in economische welvaart tussen de landen. Singapore spant de kroon met een BNP per hoofd van bijna US$ 44.000, dit is 60 maal hoger dan in Cambodja en Myanmar. De gegevens hebben betrekking op het jaar 2010:
| Staat        | Inwoners (x 1000) | BBP (US$ miljoen) | BBP (in US$ per hoofd) | BBP (in PPP$ per hoofd) |
| ------------ | ----------------- | ----------------- | ---------------------- | ----------------------- |
| Brunei       | 415               | 12.402            | 29.915                 | 46.811                  |
| Cambodja     | 15.269            | 11.168            | 731                    | 1.898                   |
| Filipijnen   | 94.013            | 189.326           | 2.014                  | 3.741                   |
| Indonesië    | 234.181           | 708.032           | 3.023                  | 4.403                   |
| Laos         | 6.230             | 6.508             | 1.045                  | 2.585                   |
| Maleisië     | 28.909            | 238.849           | 8.262                  | 14.361                  |
| Myanmar      | 60.163            | 43.025            | 715                    | 1.273                   |
| Singapore    | 5.077             | 223.015           | 43.929                 | 57.505                  |
| Thailand     | 67.312            | 318.709           | 4.735                  | 8.701                   |
| Vietnam      | 86.930            | 107.650           | 1.238                  | 3.351                   |
| ASEAN totaal | 598.498           | 1.858.683         | 3.106                  | 5.193                   |

Voor 2015 waren de belangrijkste gegevens als volgt. In de periode 2010-2015 is de bevolking gemiddeld met 1% op jaarbasis toegenomen. Vietnam en Laos hebben de snelste economische groei doorgemaakt in deze periode.
| Staat        | Inwoners (x 1000) | Bevolkings- dichtheid (p/km²) | BBP (US$ miljoen) | BBP (in US$ per hoofd) | BBP (in PPP$ per hoofd) |
| ------------ | ----------------- | ----------------------------- | ----------------- | ---------------------- | ----------------------- |
| Brunei       | 417               | 72,3                          | 12.909            | 30.942                 | 87.117                  |
| Cambodja     | 15.405            | 85,1                          | 18.463            | 1.199                  | 3.578                   |
| Filipijnen   | 101.562           | 338,5                         | 289.502           | 2.850                  | 7.241                   |
| Indonesië    | 255.462           | 133,5                         | 857.603           | 3.357                  | 11.108                  |
| Laos         | 6.902             | 29,1                          | 12.639            | 1.831                  | 5.466                   |
| Maleisië     | 30.485            | 92,3                          | 294.390           | 9.657                  | 26.515                  |
| Myanmar      | 52.476            | 77,6                          | 65.392            | 1.246                  | 5.275                   |
| Singapore    | 5.535             | 7967,1                        | 291.938           | 52.744                 | 85.021                  |
| Thailand     | 68.979            | 134,4                         | 395.726           | 5.737                  | 16.064                  |
| Vietnam      | 91.713            | 277,1                         | 193.407           | 2.109                  | 6.083                   |
| ASEAN totaal | 628.937           | 140,1                         | 2.431.969         | 4.632                  | 11.009                  |

Kandidaat-lidstaten
- Oost-Timor[9]